# Splendrillia woodsi
Splendrillia woodsi é uma espécie de gastrópode do gênero Splendrillia, pertencente a família Drilliidae.